# Frank M. Young
Frank M. Young é um autor de histórias em quadrinhos americanas. Seu trabalho em The Carter Family: Don’t Forget This Song, uma graphic novel ilustrada por David Lasky dedicada à história real de uma família de músicos conhecida por sua influência na música folk americana lhe rendeu uma indicação ao Eisner Award de "Melhor Escritor" em 2013.